# Phyllogomphoides atlanticus
Phyllogomphoides atlanticus är en trollsländeart som först beskrevs av Jean Belle 1970.  Phyllogomphoides atlanticus ingår i släktet Phyllogomphoides och familjen flodtrollsländor. Inga underarter finns listade i Catalogue of Life.